# Appel d'urgence (film)
Pour les articles homonymes, voir Appel d'urgence.
Pour plus de détails, voir Fiche technique et Distribution.
Appel d'urgence (Miracle Mile) est un film américain réalisé par Steve De Jarnatt et sorti en 1988.
Le film montre la panique entourant une prétendue fin du monde provoquée par un déclenchement soudain d'une guerre et d'un holocauste nucléaire imminent. L'intrigue se déroulant en une seule journée et principalement en temps réel dans les environs du quartier de Miracle Mile à Los Angeles.

## Synopsis
Une nuit, après un rendez-vous raté avec la femme de sa vie, un homme reçoit dans une cabine téléphonique l'appel désespéré d'un jeune militaire qui tente de joindre son père et qui lui apprend, affolé, que des missiles nucléaires vont s'abattre sur Los Angeles dans 1 heure et 10 minutes.

## Fiche technique
- Titre français : Appel d'urgence
- Titre original : Miracle Mile
- Réalisateur et scénario : Steve De Jarnatt
- Musique : Tangerine Dream
- Photographie : Theo van de Sande
- Montage : Stephen Semel (en) et Kathie Weaver
- Costumes : Shay Cunliffe
- Production : John Daly et Derek Gibson
- Sociétés de production : Hemdale et Miracle Mile Productions Inc.
- Sociétés de distribution : Splendor Films (France) et Hemdale Releasing (États-Unis)
- Pays de production :  États-Unis
- Genre : action, drame, romance et thriller
- Budget : 3,7 millions de dollars
- Durée : 87 minutes
- Format : 1.85:1 (open matte)
- Langue : anglais
- Dates de sortie :
  - Canada : 11 septembre 1988 (festival de Toronto
  - États-Unis : 19 mai 1989
  - France : 31 janvier 1990
  - France : 28 juin 2017 (ressortie en salles)

## Distribution
- Anthony Edwards (VF : Mark Lesser) : Harry Washello
- Mare Winningham : Julie Peters
- John Agar : Ivan Peters, le grand-père de Julie
- Lou Hancock : Lucy Peters, la grand-mère de Julie
- Mykelti Williamson : Wilson
- Brian Thompson (VF : Christian Pélissier) : le culturiste pilote d'hélicoptère
- Kelly Jo Minter : Charlotta, la sœur de Wilson
- Kurt Fuller (VF : Pierre Baton) : Gerstead
- Denise Crosby (VF : Martine Irzenski) : Landa
- Robert DoQui (VF : Robert Liensol) : Fred, le cuisinier
- O-Lan Jones (VF : Malvina Germain) : la serveuse
- Claude Earl Jones : Harlan
- Alan Rosenberg (en) : Mike
- Danny De La Paz : le travesti
- Earl Boen : l'homme ivre devant le café
- Diane Delano : l'hôtesse de l'air
- Raphael Sbarge : Chip (voix)
- Peter Berg : Musicien dans l'orchestre
- William Schallert : un client du café
- Lucille Bliss : la vieille femme du café
- Edward Bunker : le veilleur de nuit de la station de service[1]

## Production

### Genèse et développement
Avant que Miracle Mile ne devienne un film, il aura traîné pendant dix ans dans les tiroirs de Hollywood. En 1983, il est choisi par le magazine American Film comme l'un des dix meilleurs scénarios non encore portés à l'écran. Steve De Jarnatt l'avait écrit pour Warner Brothers en espérant le réaliser lui-même. Mais le studio voyait plus grand et ne désirait pas engager un réalisateur débutant tel que De Jarnatt.
Miracle Mile passe en préproduction durant trois ans jusqu'à ce que De Jarnatt ne décide de racheter le script pour la somme de 25 000 $. Après l'avoir réécrit, le studio lui propose de le racheter pour la somme de 400 000 $. De Jarnatt refuse. Lorsqu'il le présente à d'autres studios, ceux-ci sont embarrassés par le mélange entre histoire d'amour et guerre nucléaire, sans oublier un dénouement pessimiste. C'est d'ailleurs ce script peu conventionnel qui attire l'acteur Anthony Edwards. Finalement, De Jarnatt obtient un budget de 3,7 millions de dollars du producteur John Daly de la Hemdale Film Corporation.
Le script a également été pressenti pour constituer l'un des sketches du film La Quatrième Dimension (1983).

### Tournage
Le tournage a lieu du 13 avril au 4 juin 1987 à Los Angeles. Quelques scènes sont tournées à Santa Monica.

### Bande originale

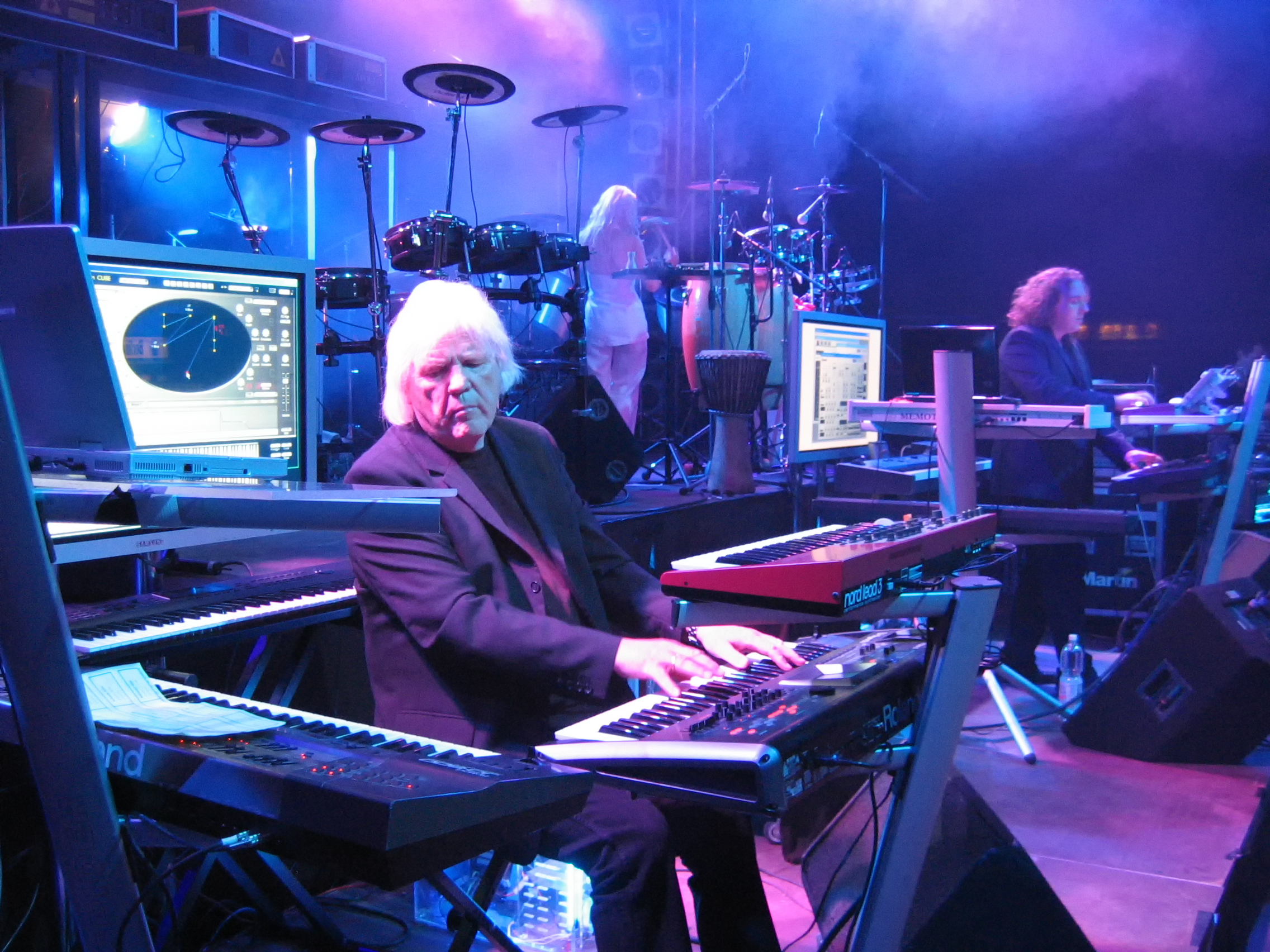
Le groupe allemand Tangerine Dream en concert en 2007.

Elle comporte de nombreux morceaux au synthétiseur du groupe allemand Tangerine Dream, offrant une sonorité typique des années 1980. Ce groupe a composé de nombreuses bandes originales de films, parmi lesquels Risky Business (1983), Charlie (1984) ou Legend (1985).
Le réalisateur américain Steve De Jarnatt supervisa le travail de Tangerine Dream, se rendant lui-même à Berlin dans le studio d'enregistrement du groupe afin de s'assurer que leur musique soit conforme à ses attentes.
Le CD de la bande originale comporte 11 titres :
1. Teelering Seales
2. One for the Books
3. After the Call
4. On the Spur of the Moment
5. All of a Dither
6. Final Statement
7. In Julie's Eyes
8. Running Out of Time
9. If It's All Over
10. People in the News
11. Museum Walk

## Sortie et accueil

### Critique
Le film reçoit un accueil critique très varié. Roger Ebert fait l'éloge du film, vantant son « efficacité diabolique » et son sentiment de « véritable terreur ». Dans The Washington Post, Rita Kempley écrit : « Il semble qu'il (De Jarnatt) n'est pas très intéressé par l'histoire ni par ses personnages, mais plutôt par l'idée de dire quelque chose de profond - ce qui n'est pas le cas ». Stephen Holde écrit dans le New York Times : « Tout comme Harry et Julie, M. Edwards et Mme Winningham forment un couple inhabituellement rafraîchissant ». Dans sa critique pour le Boston Globe, Jay Carr le décrit comme « un film brouillon, mais rempli d'énergie, de précipitation, de conviction et de chaleur et vous n'êtes pas près de l'oublier ».
En 1996, le magazine Mad Movies classe Appel d'Urgence dans sa liste de ses 100 meilleurs films fantastiques. Le journaliste Didier Allouch écrit: « Quand un film aussi improbable aboutit à une réussite presque parfaite, on peut réellement parler de miracle. » 
En 2012, le critique Walter Chaw consacre un livre à Miracle Mile, faisant sortir le film de l'oubli: des critiques redécouvrent le film, des projections sont organisées et l'éditeur américain Kino Lorber réédite le long-métrage en blu-ray en 2015.

### Distribution en vidéo
Le film a fait l'objet d'une sortie en Laserdisc en 1990, avec cependant une image au format 1.33 alors que le film avait été projeté en salles au format 1.85.
Il s'agirait cependant d'un Open matte (en), le film ayant été projeté en salles avec des caches en haut et en bas, tandis que l'image disponible en vidéo reproduit le plein cadre, sans perte d'informations (contrairement à une version Pan & Scan qui tronquerait au contraire l'image vue en salles).
Un DVD zone 1 est sorti le 3 juin 2003, toujours avec une image au format 1.33 .
Un Blu-ray zone A est sorti le 28 juillet 2015, avec une image remastérisée en Haute définition et au format 1.85. Dans la lignée de sa ressortie en salles par Splendor Films, une édition Blu-ray est également attendue en France chez Blaq Out.

## Distinctions
- 1989 : prix des meilleurs effets spéciaux au Festival international du film de Catalogne.
- 1990 : nomination à l'Independent Spirit Award du meilleur scénario (pour Steve De Jarnatt) et du meilleur second rôle féminin (pour Mare Winningham).
- 1990 : nomination au prix du Grand Jury du Festival du film de Sundance.
- 1990 : présenté en compétition au Festival international du film fantastique d'Avoriaz.

## Commentaires

### Les décors

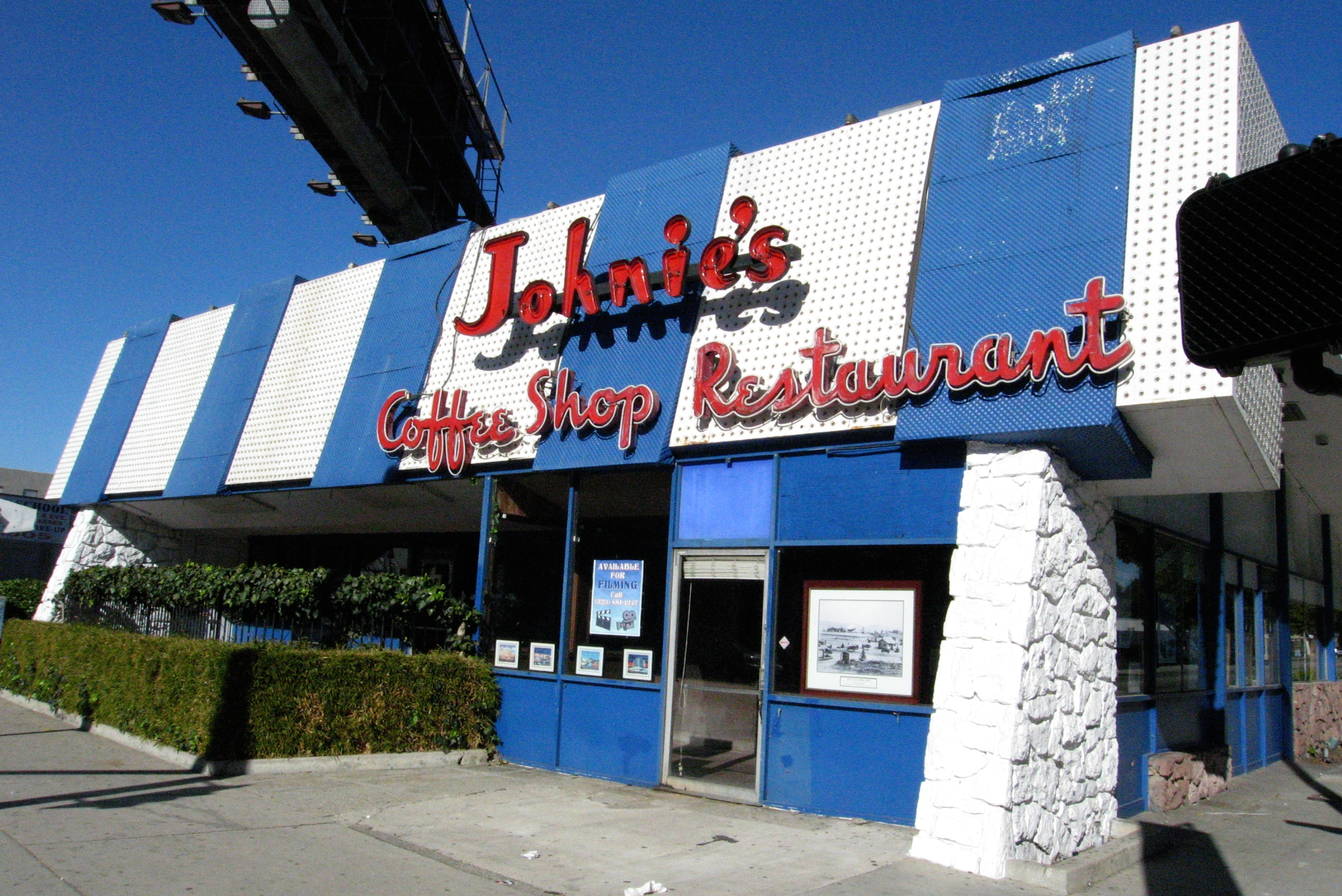
Johnie's Coffee Shop Restaurant

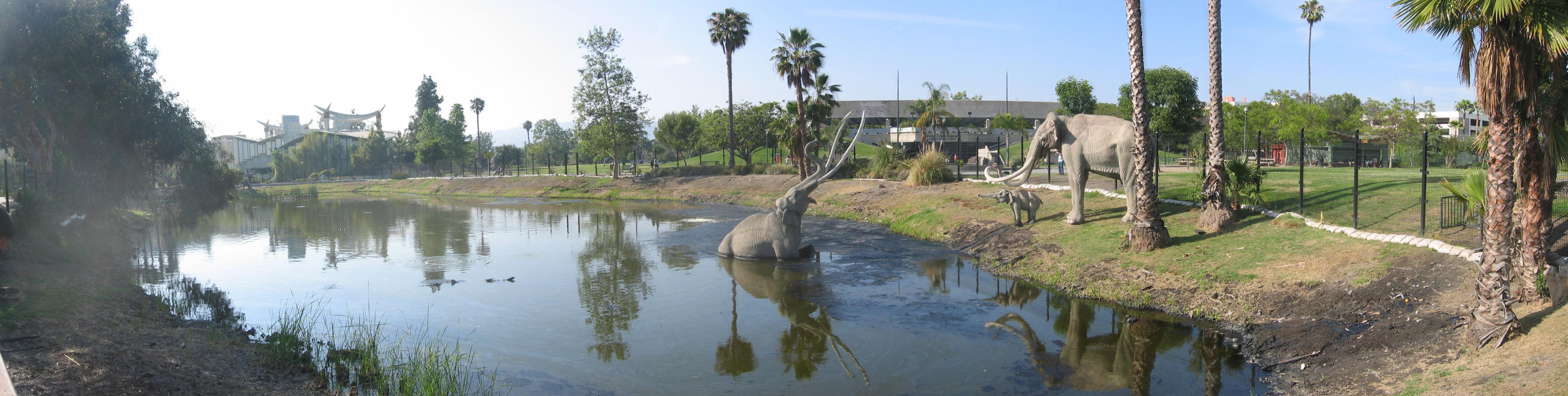
La mare d'asphalte de La Brea Tar Pits, aperçue dans le film.

Le titre original du film vient du quartier de Miracle Mile à Los Angeles où se déroule toute l'action et dans lequel se trouvent de nombreux buildings, l'un d'entre eux (celui de la compagnie d'assurance-vie Mutual Benefit Life (en), surmonté d'un héliport) servant de point central au film.

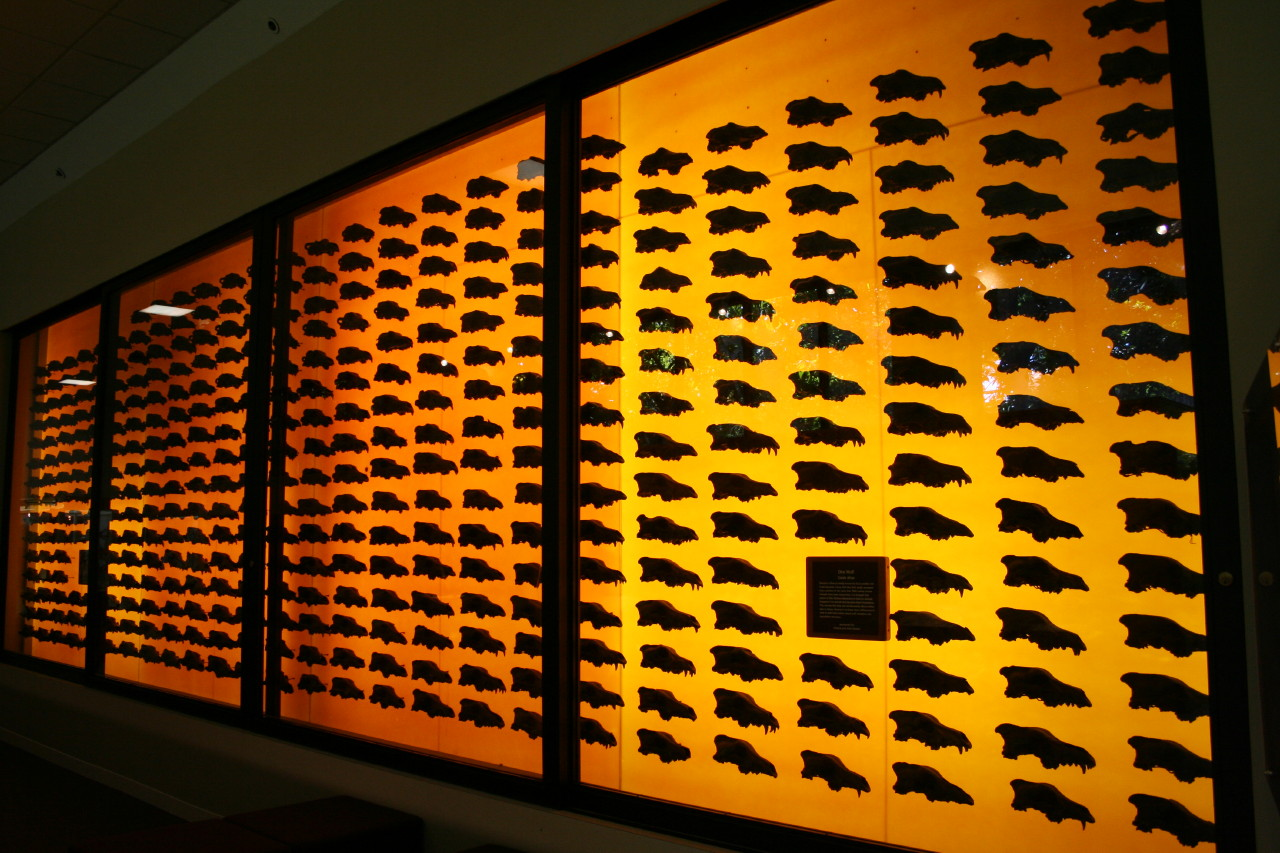
Les crânes de loup devant lesquels se croisent Julie et Harry au musée.

Dans les premières minutes, on aperçoit d'abord le musée Page où se rencontrent Harry et Julie, puis La Brea Tar Pits à l'extérieur du musée où ils font plus ample connaissance. Ils se rendent ensuite dans un restaurant de la chaîne Marie Callender (en), juste à côté du musée, où Harry achète tous les homards vivants pour les relâcher ensuite sur les quais de Santa Monica.
Puis on aperçoit Harry jouer du trombone dans un concert de charité en plein air pour sauver l'auditorium Pan-Pacific, que l'on aperçoit brièvement. Le bâtiment était abandonné depuis 1972 et sera détruit l'année suivante dans un incendie.
La quasi-totalité du film se déroule entre Wilshire Boulevard et Fairfax Avenue.
L'un des lieux principaux du film est le « Johnie's Coffee Shop Restaurant » situé au 6101 Wilshire Blvd où travaille Julie et où Harry reçoit l'appel téléphonique. Fondé en 1955 (il s'appelait alors « Romeo's Times Square », comme le rappelle justement l'un des personnages du film) dans un style Googie très en vogue en Californie dans les années 1950, l'établissement est fermé depuis 2000 mais peut être loué pour des tournages, et est parfois ouvert au public par le Los Angeles Conservancy (en), une association de conservation du patrimoine. Il apparaît notamment dans les films Reservoir Dogs (1992), American History X (1998) et The Big Lebowski (1998).

### L'affiche du film
L'affiche utilisée lors de la sortie en salles montre Harry dans la rue au petit matin, au milieu des voitures, alors que la panique gagne toute la ville. Un champignon atomique est incrusté dans la scène. L'accroche est : « There are 70 minutes to the end of the world. Where can you hide ? » (« Il reste 70 minutes avant la fin du monde. Où se cacher ? »).
Pour la sortie en vidéo, une affiche différente fut utilisée. Elle montre Harry et Julie dans une cabine téléphonique, avec un symbole de radioactivité sur la vitre de cabine, et au-dehors les voitures et le champignon qui figuraient déjà sur l'affiche cinéma.

### Fin alternative
Les spectateurs européens ont pu voir une séquence absente du montage américain : juste avant le générique final, une animation montrait deux diamants fusionner.

### L'histoire
(septembre 2024).
- Si vous ne connaissez pas le sujet, laissez ce bandeau (vous pouvez alors contacter les auteurs).
- Si vous supprimez le contenu mis en cause (vous pouvez préalablement contacter les auteurs),

argumentez précisément cette suppression dans la page de discussion
(un manque de référence n'est pas un argument ; une recherche réelle de référence doit avoir été effectuée, être formellement documentée).
Tourné à la fin des années 1980, alors que la guerre froide touchait à son terme, le film se distingue en montrant des gens tentant désespérément de fuir une attaque nucléaire imminente dont ils ont été informés par hasard, alors même que les autres films traitant de l'apocalypse nucléaire traitent plutôt du thème des conséquences de l'explosion sur les survivants.
Le film débute par la rencontre entre Harry et Julie. Parodiant les genres de la comédie romantique, bluette et burlesque se télescopent dès le générique, brillamment mis en scène. Harry commente l'action et ses sentiments, surjouant l'amour romantique. Au cours de la nuit où Harry a rendez-vous avec Julie, à minuit (heure de tous les possibles), l'action bascule dans la paranoïa et l'hystérie: un appel téléphonique annonce à Harry qu'un bombardement nucléaire va frapper Los Angeles dans l'heure.
Alors que les habitants nocturnes tenus au courant par Harry se démènent pour atteindre l'aéroport et s'envoler en direction de l'Arctique, Harry veut rejoindre Julie pour l'emmener avec lui. Débute alors une odyssée nocturne au cours de laquelle Harry va se retrouver immergé dans la violence et la panique, impliqué dans une course contre la montre pour le rendez-vous fixé à l'héliport au sommet d'un building d'affaires. Son errance n'est pas sans rappeler celle de Paul dans After Hours (1985).